# 平塚原の戦い
平塚原の戦い（ひらつかはらのたたかい）は、戦国時代の元亀元年（1570年）10月20日（諸説あり）に常陸国新治郡平塚原（茨城県つくば市東平塚・西平塚・下平塚）で行われた戦い。常陸の小田氏治と下総の結城晴朝が激突した野戦である。平塚合戦（ひらつかかっせん）と記す場合もある）。

## 合戦前の情勢
常陸の小田氏と下総の結城氏はともに関東八屋形の名族であったが、鬼怒川を境として領土を接しており、幾度も戦いを繰り返し宿敵関係にあった。戦国時代の末期、小田氏治と結城晴朝の時代でも弘治2年（1556年）の海老ヶ島の戦いや永禄4年（1561年）の結城城の戦いなど、両家は戦いを繰り返していた。
常陸では北部の佐竹氏と南部の小田氏の二大勢力が拮抗していたが、佐竹氏は佐竹義昭の代に、常陸北部の江戸氏・中部の大掾氏を従えて勢力を拡大。その継嗣・佐竹義重は常陸統一を志し、小田領を徐々に蚕食していった。一方の小田氏は小田氏治の代に越後の上杉氏と佐竹氏に挟撃され勢力が衰退しつつあった。下総の結城晴朝はこれを好機と捉え、小田領へ攻め入った。

## 合戦の経過
元亀元年（1570年）8月13日、結城晴朝は結城城を発し、鬼怒川の船玉の渡しを越えて下妻城主・多賀谷政経を先鋒にして小田領へ侵入した。一手に石毛、豊田城に向けてその押さえとしておき、本隊は八木原から水守を過ぎ、大曾根にかかった。大曾根には小田方の浅野五郎左衛門・藤右衛門が砦を守っていたが、これを追い落とし、続いて若柴の佐藤弥左衛門、玉取の佐藤勘兵衛・甚七郎らを追い、蓮沼の庄司を滅ぼし、口ノ堀の三村三郎大夫を夜討ちし、猿壁から平塚原にかかり、一手は酒生の安楽寺を結城の本陣とした。
結城勢の侵入に対して、小田勢は小田氏治の旗本衆本隊が平塚原に出て対陣した。また苅間城主・野中瀬左衛門入道鈍斉の兵も出陣し、上ノ室城主・吉原越前、花室城主・大津長門らを大将として平塚原に向かった。平塚原は一里四方程の原であり、両軍入り乱れての乱戦となった。小田勢と結城勢は実力が伯仲しており戦いは一日では決着がつかず、やがて日も暮れ両軍相退きになった。結城勢は高田台に陣を張り、小田勢は苅間の大橋に引いて明神山に陣を張った）。
藤沢城の菅谷政貞は救援に向かい、桜川を渡って栗原に出て敵の様子をうかがった。結城勢の先陣は高田台にあり、結城晴朝の本陣は酒生にあったが、日が暮れたので合戦は明日ということになった。しかし結城勢は数に勝っていたため、小田勢は結城晴朝の本陣に夜討ちをかけようと、折からの時雨空の暗闇の中、物音もさせず、一の矢原で兵を三手に分け、石堂と兵藤の一手は猿壁から酒生の東口に回り、沼尻勢は西酒生に伏兵としておき、菅谷政貞勢は中根から口堀に向かった。結城勢は油断しており、小田勢はそれに乗じて不意に襲って本陣に火をかけたので、結城勢は大敗して吉沼まで退却した。高田に陣を敷いた多賀谷政経の隊は本陣に火の手が上がったのを見て、いそぎ救援に駆けつけたが、小田方の沼尻又五郎の伏兵にあって散々に敗れ、手子生を経て吉沼に退却した。

## 合戦の影響
この戦いは小田氏治の強さを改めて関東諸大名に示す結果となった。永禄年間の後期（1564年～1570年）になると、小田氏治は越後の上杉謙信、常陸の佐竹義重に攻められ苦戦を強いられていた。しかし平塚原の戦いで数に勝る結城晴朝の軍勢を破ったことは、その後さらに20年に及ぶ小田氏治の佐竹義重に対する徹底抗戦へと繋がっていった。

## 備考
『東国戦記実録』ではこの合戦を10月20日としているが、8月13日の出陣から日数が隔てているので疑問視する意見もある。なお、酒生は現在の酒丸の地である。